# James Fox (chanteur)
Pour les articles homonymes, voir James Fox et Fox.
James Richard Mullett  né le 6 avril 1976 à Cardiff au Pays de galles est un chanteur britannique connu professionnellement sous le nom de James Fox. 
Il représentante le Royaume-Uni au Concours Eurovision de la chanson en 2004. Il chanta Hold Onto Our Love et se classa 16e avec 24 points.